# Urkesh

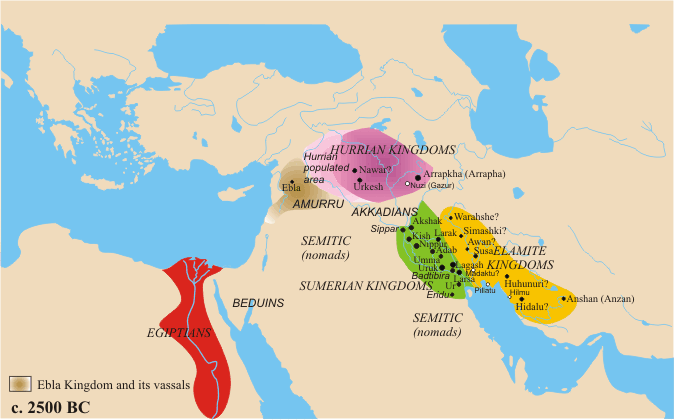
Regnes Hurrites

Urkesh (Urkis o Urkiš o Urkish) fou un regne hurrita esmentat cap al 2500 aC-2000 aC a la regió del riu Khabur a Síria.

## Història

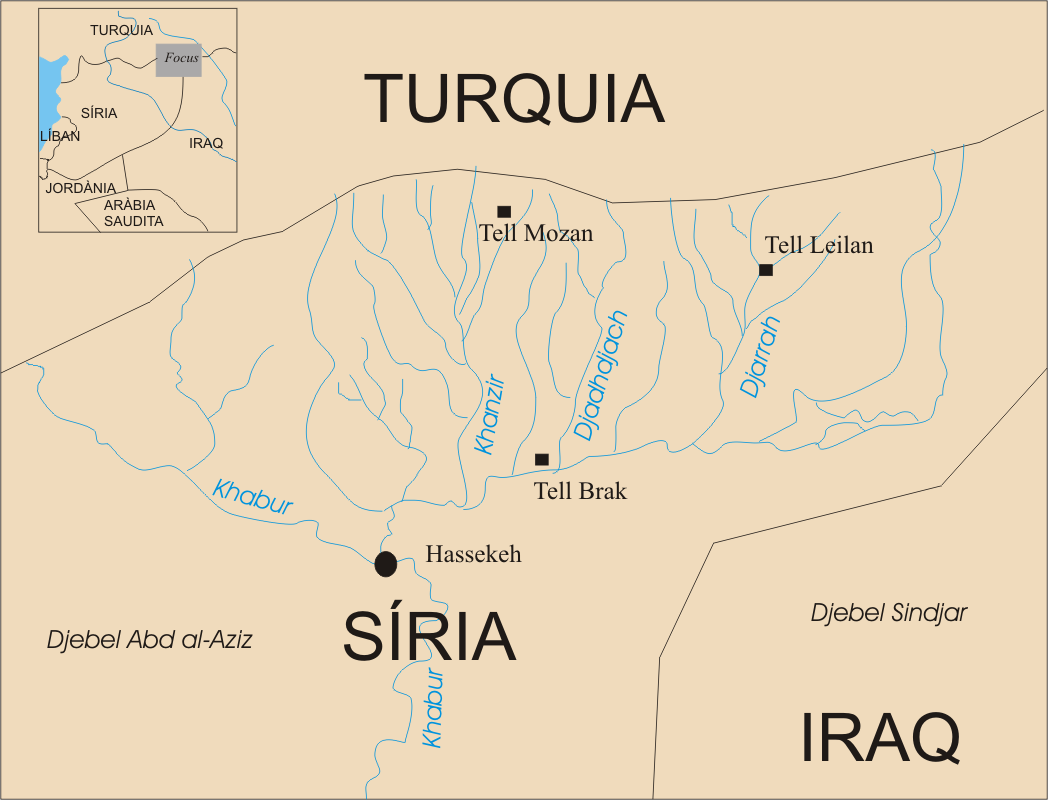
Situació detallada

Fou una ciutat estat coneguda com a Urkesh o Urkish, que es va aliar a l'imperi d'Accad. Tar'am-Agade, la filla del rei Naram-Sin d'Accad es va casar amb el rei d'Urkesh. Caigut l'imperi d'Accad, un regne hurrita governa Nawar i Urkesh. Posteriorment va passar a Mari, sota un rei vassall. Els arxius de Mari assenyalen una forta oposició al seu domini; en una carta el rei de Mari declara al rei d'Urkesh: "Jo no sabia que els fills de la vostra ciutat us odien per la meva culpa, però vos sou meu encara que la ciutat no ho sigui". Vers 1762 aC es va produir la caiguda de Mari davant Hammurabi. Urkesh hauria estat abandonada algun temps al segon mil·lenni.

## Excavació
Les primeres excavacions es van fer per part de Max Mallowan. La seva esposa, Agatha Christie, deixa anotat que no va seguir al lloc perquè hi havia ruïnes romanes (però no s'ha trobat cap resta romana) i se'n va anar a Chagar Baçar, un altre lloc al sud d'Urkesh. Entre les ruïnes posades a la llum, el palau reial del rei Tupkish, amb una estructura subterrània funerària (Abi); un temple monumental amb una plaça just al davant i el temple al cim; habitacions; cementiris; i patis interiors i exteriors. Des de 1984 les excavacions han estat constants principalment sota equips italians.

## Reis (coneguts)
- Tupkix, segle xxiii aC
- Xatar-mat (pare d'Atal-Sen)
- Atal-Sen (vers 2100 aC)
- Tix-Atal (vers 2050 aC)
- Ann-atal, segle xxi aC
- Teirru (o Terru), vers 1770 aC